# ムハンマド・アブドゥフ
ムハンマド・アブドゥフ（アラビア語: محمد عبده、Mohammed Abduh、1849年 - 1905年7月11日）は、エジプト出身のウラマー（イスラーム法学者）でイスラーム改革思想家。アブドゥとも表記される。

## 概要
アブドゥフはイスラーム改革思想家アフガーニーの一番弟子と目され、ウラービー革命を思想面で支える役割を担った。一方、知識人としてもまとまった仕事を残し、法学者としては最終的にエジプトの最高ムフティーにまで上り詰めた。
ラディカルで一貫した姿勢の持ち主であり、イスラームが成立した当時の精神に立ち返って柔軟な「イジュティハード（解釈）」を行うべきであると主張していた。また、人間の理性によるテクストとの「対話」を重視する実践を自ら行っていた。
彼の唱えた近代的なイスラム主義は、中世のイスラム黄金時代のムゥタズィラ派に例えて、ネオ・ムゥタズィラ派とも呼ばれる。

## 経歴
ムハンマド・アブドゥフはブハイラ県で農村大衆の苦難を味わった家庭に生まれた。農村で基礎的なクルアーン教育を受け、タンタのアフマディー・モスクで学んだ後、カイロにあるアル＝アズハル大学で学んだ。学生のときに、ジャマールッディーン・アフガーニーの思想に共鳴し、1877年にアル＝アズハルを出ると、共同して設立したダール・アル・ウルーム（「科学の館」）で教鞭をとった。この時期、アフガーニーから副王イスマーイール・パシャの暗殺を持ちかけられたこともあった。
アフマド・オラービーによる1882年の革命（ウラービー革命）に際しては、民主的価値観・制度を擁護する改革派ウラマーの中核的役割を担った。革命政権の官報ワカーイウ・ミスリーヤ紙の編集者に就き、さらに『エジプト国民党綱領』のとりまとめも行った。イギリスによる軍事介入により革命が潰えると、拘束され、その後国外追放の身となった。
1884年に、パリにてアフガーニーと合流し、アラビア語による評論誌『固き絆』を刊行している。アブドゥフの思想はエジプトのみならずイスラーム世界全体に大きな影響を与えたほか、その思想はアブドゥフの弟子であるシリア出身のラシード・リダーらに引き継がれることになった。
1884年にパリを離れてベイルートに向かい、ムスリム慈善団体が設立した学校で教鞭を取った。1888年にエジプトへと戻った後、優れた力量・学識により公職に復帰した。地方都市で判事を務めた後、1895年にアズハル運営委員に就任した。1899年よりエジプトの最高ムフティーに就き、イスラーム司法上の最高権限を持つ法学者として影響力を持つようになった。
1905年に急逝し、副王アッバース・ヒルミー2世との対立の最中であったにもかかわらず、大規模な国葬が行われるところとなった。